# Aïcha Belarbi
Aïcha Belarbi, Salé, 1946 es socióloga, diplomática marroquí, activista por los derechos de las mujeres.

## Biografía
Aïcha Belarbi se graduó en sociología en la Universidad Mohammed V de Souissi. Luego obtuvo un diploma de postgrado en sociología de la educación. En 1987, defendió una tesis en la Universidad de París VIII en estudios de las mujeres titulado Trauma y ambiciones de la niña en los textos de Maissa Bey y Leila Marouane bajo la supervisión de Nadia Setti
Es profesora de investigación en la Universidad Mohamed V de Rabat y es experta en las Naciones Unidas en temas relacionados con la educación, el género, el diálogo entre culturas y la migración.
Es miembro fundador de la sección de mujeres de la unión socialista de las fuerzas populares y es miembro del consejo nacional allí.
En marzo de 1998, fue nombrada secretaria de Estado del Ministro de Asuntos Exteriores y Cooperación, responsable de Cooperación. Es miembro de la comisión mundial sobre migración internacional. Fue embajadora de Marruecos en la Unión Europea entre 2000 y 2008.
De 1987 a 2003, dirigió «Enfoques colectivos», una colección dedicada a la investigación sobre la situación y el estado de la mujer marroquí en la sociedad, que publicó diez obras de Le Fennec.

## Premios y reconocimientos
- En 2014, recibió el trofeo para los defensores de los derechos humanos de Amnistía Internacional Marruecos en reconocimiento a su contribución a la consolidación y protección de los derechos humanos.[1]